# Remo Freuler
Remo Freuler (Ennenda, 15 april 1992) is een Zwitsers voetballer die doorgaans als centrale middenvelder speelt. Hij verruilde Nottingham Forest in de zomer van 2024 voor Bologna FC 1909, nadat hij daar al een jaar op huurbasis had gespeeld. Freuler debuteerde in 2017 in het Zwitsers voetbalelftal.

## Clubcarrière

### FC Winterthur en Grasshoppers
Freuler stroomde door vanuit de jeugd van FC Winterthur. Hiervoor speelde hij in mei 2010 zijn eerste twee wedstrijden in het eerste elftal, op dat moment actief in de Challenge League. Het waren meteen zijn laatste, want twee maanden later tekende hij bij Grasshoppers. Freuler sloot hier in eerste instantie aan in de jeugd. Zo nu en dan mocht hij ook mee met het eerste elftal voor wedstrijden in de Super League en de Schweizer Cup. Nadat hij anderhalf seizoen sporadisch in actie kwam voor Grasshoppers, verhuurde dat hem in februari 2012 voor anderhalf jaar terug aan Winterthur. Hier werd hij deze keer meteen basisspeler.

### FC Luzern
Winterthur haalde Freuler in juli 2013 definitief terug, maar zag hem zeven maanden later opnieuw vertrekken naar een club uit de Super League. Deze keer was dat FC Luzern. Hier slaagde hij wel op het hoogste niveau. Freuler speelde in de volgende twee jaar 63 competitiewedstrijden en was in 62 daarvan basisspeler. Hij scoorde daarbij negen keer.

### Atalanta Bergamo
Freuler verruilde Luzern in januari 2016 voor Atalanta Bergamo. Daarvoor debuteerde hij op 7 februari 2016 in de Serie A, tegen Empoli. Zijn eerste goal in de Italiaanse competitie volgde op 2 mei 2016, tegen Napoli. Na een half jaar acclimatiseren werd Freuler in 2016/17 een onbetwiste basisspeler bij Atalanta. Dat zou hij ook zes seizoenen blijven. Hij speelde in die tijd gemiddeld ruim 32 wedstrijden per seizoen. Freulers teamgenoten en hij werden in de periode van 2018/19 tot en met 2020/21 drie jaar op rij derde in de Serie A, de drie hoogste eindklasseringen in de clubgeschiedenis. Daarnaast bereikten ze in 2019/20 de kwartfinale van de Champions League.

### Nottingham Forest
Freuler tekende in augustus 2022 bij Nottingham Forest, dat in het voorgaande seizoen promoveerde naar de Premier League. Hiermee moest hij een jaar lang vechten tegen degradatie. Door een eindsprint van acht punten in de laatste vier speelronden, lukte dat net. Daar had hij zelf geen aandeel meer in, want hij bleef tijdens die wedstrijden van begin tot eind op de bank. Hij speelde 33 wedstrijden in alle competities voor Nottingham Forest.

### Bologna
Freuler keerde in september 2023 terug naar Italië, waar hij op huurbasis voor Bologna ging spelen. Het was een ruildeal waarbij Nicolás Domínguez de tegenovergestelde weg bewandelde. Bologna had bovendien een optie tot koop bemachtigd. Bij Bologna maakte hij op 18 september tegen Hellas Verona zijn debuut. Bologna bleek de verrassing van het seizoen en nestelde zich tegen het einde van het kalenderjaar in de topvier van de Serie A. Op 23 februari 2024 scoorde hij tegen Hellas Verona zijn eerste en enige doelpunt van het seizoen. Vanaf 22 april 2024 tegen AC Monza was hij aanvoerder van Bologna en leidde hij de club naar de vijfde plek op de ranglijst, wat Champions League-voetbal betekende. Het was bovendien de hoogste eindklassering sinds 1966/67. In de zomer van 2024 nam Bologna Freuler voor een bedrag van 4,5 miljoen euro definitief over van Nottingham.

## Clubstatistieken
| Seizoen         | Club              | Competitie       | Competitie | Competitie | Beker | Beker | Internationaal | Internationaal | Totaal | Totaal |
| Seizoen         | Club              | Competitie       | Wed.       | Dlp.       | Wed.  | Dlp.  | Wed.           | Dlp.           | Wed.   | Dlp.   |
| --------------- | ----------------- | ---------------- | ---------- | ---------- | ----- | ----- | -------------- | -------------- | ------ | ------ |
| 2009/10         | FC Winterthur     | Challenge League | 2          | 0          | –     | –     | –              | –              | 2      | 0      |
| 2010/11         | Grasshoppers      | Super League     | 5          | 1          | 2     | 1     | –              | –              | 7      | 1      |
| 2011/12         | Grasshoppers      | Super League     | 7          | 0          | 2     | 1     | –              | –              | 9      | 1      |
| 2011/12         | FC Winterthur     | Challenge League | 14         | 2          | 1     | 0     | –              | –              | 15     | 2      |
| 2012/13         | FC Winterthur     | Challenge League | 35         | 3          | 2     | 1     | –              | –              | 37     | 4      |
| 2013/14         | FC Winterthur     | Challenge League | 21         | 3          | 1     | 0     | –              | –              | 22     | 3      |
| 2013/14         | FC Luzern         | Super League     | 12         | 1          | 1     | 0     | –              | –              | 13     | 1      |
| 2014/15         | FC Luzern         | Super League     | 33         | 7          | 3     | 0     | 2              | 0              | 38     | 7      |
| 2015/16         | FC Luzern         | Super League     | 18         | 1          | 4     | 0     | –              | –              | 22     | 1      |
| 2015/16         | Atalanta Bergamo  | Serie A          | 6          | 1          | 0     | 0     | –              | –              | 6      | 1      |
| 2016/17         | Atalanta Bergamo  | Serie A          | 33         | 5          | 2     | 0     | –              | –              | 35     | 5      |
| 2017/18         | Atalanta Bergamo  | Serie A          | 35         | 5          | 3     | 0     | 8              | 1              | 46     | 6      |
| 2018/19         | Atalanta Bergamo  | Serie A          | 35         | 2          | 4     | 0     | 5              | 0              | 44     | 2      |
| 2019/20         | Atalanta Bergamo  | Serie A          | 31         | 2          | 1     | 0     | 8              | 1              | 40     | 3      |
| 2020/21         | Atalanta Bergamo  | Serie A          | 34         | 2          | 5     | 0     | 7              | 0              | 46     | 2      |
| 2021/22         | Atalanta Bergamo  | Serie A          | 29         | 1          | 2     | 0     | 12             | 1              | 43     | 2      |
| 2022/23         | Nottingham Forest | Premier League   | 28         | 0          | 5     | 0     | –              | –              | 33     | 0      |
| 2023/24         | → Bologna         | Serie A          | 32         | 1          | 2     | 0     | –              | –              | 34     | 1      |
| Carrière totaal | Carrière totaal   | Carrière totaal  | 410        | 37         | 40    | 3     | 42             | 3              | 492    | 43     |

Bijgewerkt tot en met 23 juni 2024.

## Interlandcarrière
Freuler maakte deel uit van alle Zwitserse nationale jeugdselecties vanaf Zwitserland –18. Met geen hiervan kwam hij uit op een eindtoernooi.
Freuler debuteerde op 25 maart 2017 in het Zwitsers voetbalelftal, toen hij in een WK-kwalificatiewedstrijd tegen Letland (1–0) na 84 minuten inviel voor Haris Seferovic. Hij maakte eveneens deel uit van de Zwitserse ploeg die deelnam aan het WK 2018 in Rusland, zijn eerste eindtoernooi. Zwitserland kwam hierop tot de achtste finale, waarin het verloor van Zweden. Freuler kwam tijdens het toernooi zelf niet in actie. Hij maakte op 26 maart 2019 zijn eerste doelpunt voor de nationale ploeg. Hij zette Zwitserland toen op 1–0 tijdens een EK-kwalificatiewedstrijd tegen Denemarken. Die eindigde in 3–3. Freuler ging ook met Zwitserland naar het EK 2020. Op dit toernooi was hij basisspeler in alle vijf de wedstrijden van de Zwitsers. Hij leverde in de kwartfinale een assist waaruit zijn ploeggenoot Xherdan Shaqiri 1–1 kon maken, tegen Spanje. Dat won daarna via een beslissende strafschoppenserie alsnog. Freuler begon ook in de basis in alle vier de wedstrijden die de Zwitsers speelden op het WK 2022. Hierop maakte hij het winnende doelpunt in het met 2–3 gewonnen groepsduel tegen Servië. De achtste finale was net als vier jaar eerder het eindpunt. Freuler werd op 7 juni 2024 door bondscoach Murat Yakin opgenomen in de Zwitserse selectie voor het EK 2024 in Duitsland. Zwitserland overleefde ongeslagen een groep met Hongarije, Schotland en Duitsland en won in de achtste finales van Italië (2–0), voordat het in de kwartfinales op strafschoppen werd uitgeschakeld door Engeland. Freuler kwam op het toernooi in iedere wedstrijd in actie en scoorde tegen Italië.